# The Fallen Idol (film 1913)
The Fallen Idol è un cortometraggio muto del 1913 diretto da Maurice Elvey.

## Trama
La moglie di un medico ritorna dal marito dopo aver amoreggiato con un altro uomo in Richmond Park.

## Produzione
Il film fu prodotto dalla Motograph, una società di produzione e distribuzione attiva dal 1913 al 1914 che produsse molti dei film diretti da Maurice Elvey.

## Distribuzione
Distribuito dall'Universal Pictures, uscì nelle sale cinematografiche britanniche nel settembre 1913.